# سامانه تعلیق هیدروپنوماتیک
سامانه تعلیق هیدروپنوماتیک، گونه‌ای سامانه تعلیق است که از هیدرولیک به‌جای فنرهای مکانیکی استفاده می‌کند. این گونه سامانه تعلیق از سامانه‌های پیچیده‌است. سامانه تعلیق هیدروپنوماتیک در سال ۱۹۵۰ برای نخستین بار توسط سیتروئن ساخته شد. این سامانه تعلیق از سال ۲۰۱۷ دیگر برروی خودروهای سیتروئن به‌کارگیری نمی‌شود.
این سامانه نرم‌ترین سواری را میان سامانه‌های دیگر دارد و توانایی تنظیم ارتفاع از ویژگی‌های این سامانه تعلیق است.

## ویژگی‌ها

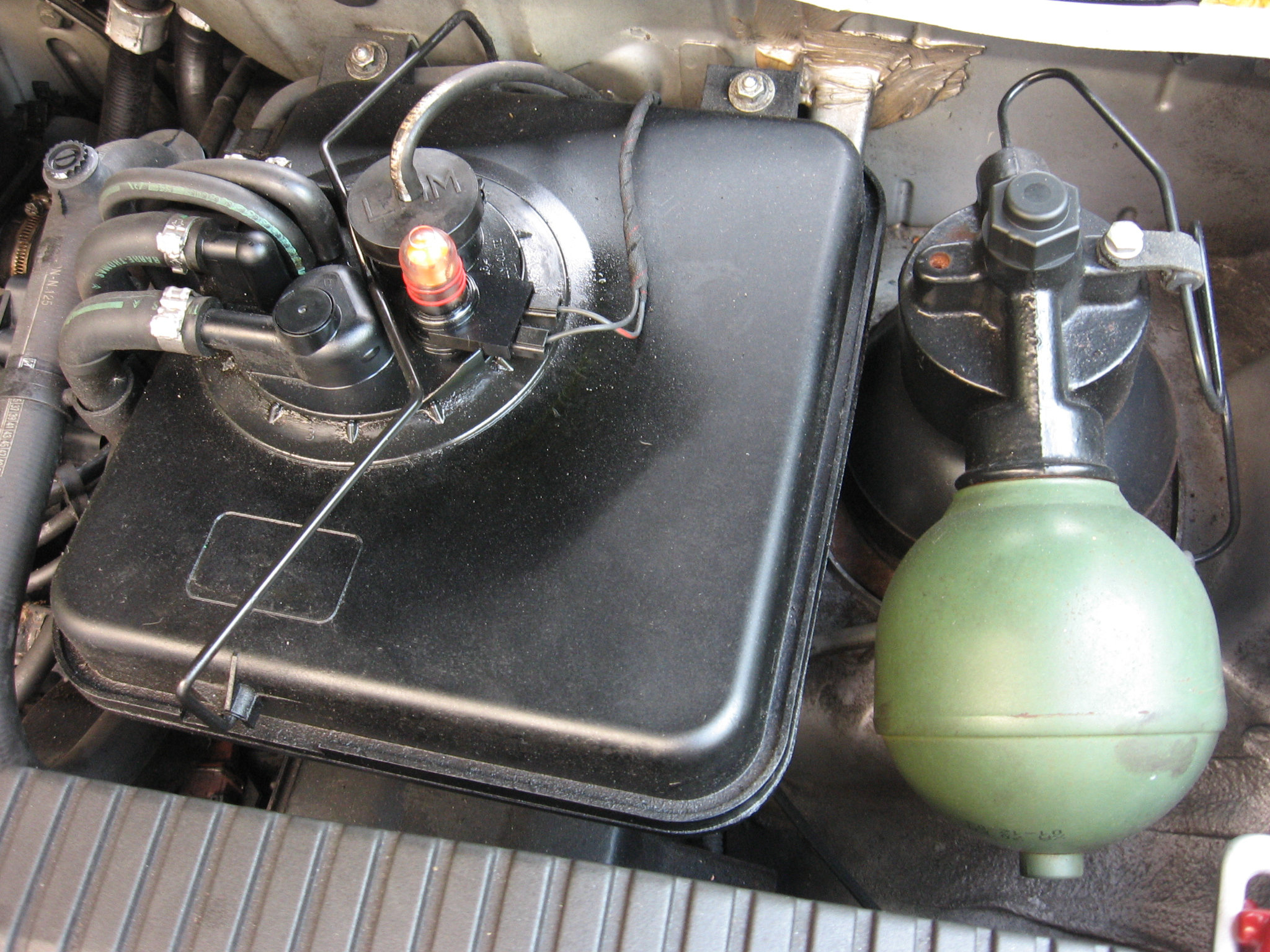
مخزن سامانه تعلیق زانتیا

در سامانه تعلیق هیدروپنوماتیک به جای فنرهای مکانیکی قدیمی، هر چرخ توسط یک سیلندر هیدرولیکی به یک مخزن نیتروژن و روغن متصل می‌شود.
نحوه کارکرد هم اینگونه است که در مخزن اصلی نیتروژن و روغن پر می‌شود و توسط جریان روغن و نیتروژن داخل مخزن سامانه کار می‌کند.
هنگامی که وزن خودرو بیشتر شود، گاز نیتروژن داخل مخزن فشرده می‌شود و حجم آن کاهش می‌یابد و اینگونه مانند فنر به سمت پایین می‌رود.
برای بازگشت وضعیت خودرو به حالت اولیه مایع هیدرولیک با فشار توسط پمپ به داخل مخزن ورود می‌کند و خودرو به حالت اولیه بازمی‌گردد. این سامانه تعلیق در خودروها نرم‌ترین عملکرد را داراست و خودروهایی که از این سامانه بهره می‌برند توانایی تنظیم ارتفاع و حرکت با سه چرخ را دارا هستند.

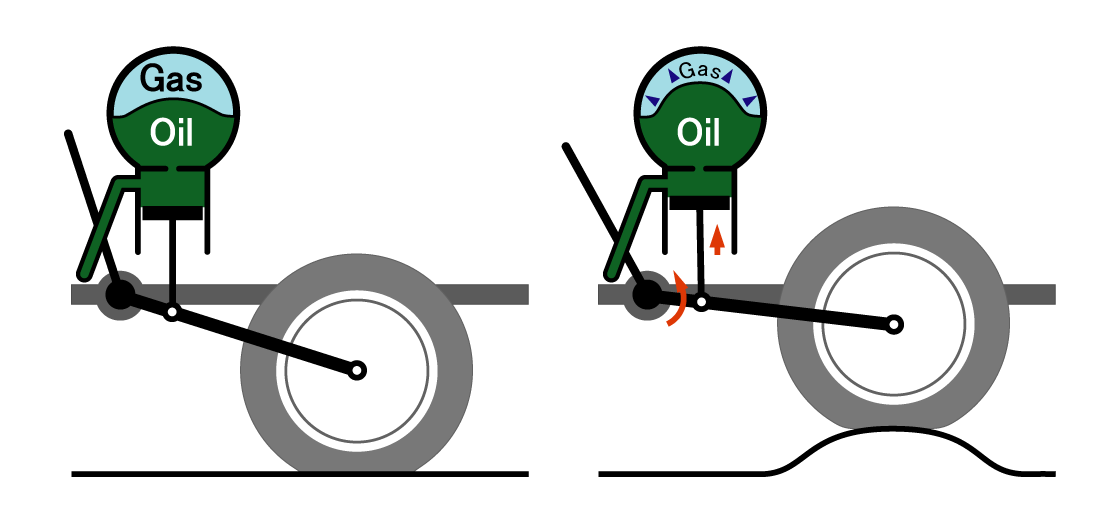

تصویر زیر به خوبی عملکرد این سامانه تعلیق را نشان می‌دهد.

## تاریخچه
نخستین نوع این سامانه تعلیق در سال ۱۹۵۲ میلادی بر روی خودروی سیتروئن تراکسیون آوان قرار گرفت.
در آن زمان این سامانه فقط به عنوان یک ضربه گیر و سامانه کمکی به کار می‌رفت.
اما در سال ۱۹۵۵ این سامانه به صورت آزمایشی برروی سیتروئن دی‌اس۱۹ قرار گرفت که تکامل یافته تر بود و به جای فنرهای مکانیکی این سامانه کاملاً هیدروپنوماتیکی بود. درواقع نمونه کامل این سامانه نخستین بار برروی سیتروئن دی‌اس۱۹ قرار گرفت.